# Synagoga w Grodnie
Synagoga w Grodnie (drewniana, zaniemeńska) – synagoga została zbudowana ok. 1750 na terenie ówczesnej Rzeczypospolitej Obojga Narodów. Uszkodzona podczas pożaru w 1899 i podczas odbudowy dodano dwa narożne budynki w formie kwadratowych wieżyczek. Została spalona przez Niemców podczas II wojny światowej.
Miała 28,5 długości i 19 metrów szerokości oraz 12,5 metra wysokości. W północnej i południowej części parteru oraz na galerii znajdowała się wydzielona część dla kobiet – babiniec.
Na ścianach znajdowały się bogate polichromie z biblijnymi wersami i modlitwami. Szczególnie bogato zdobione było sklepienie. Na specjalną uwagę zasługiwał też zlokalizowany na ścianie wschodniej misternie rzeźbiony, ażurowy drewniany Aron ha-kodesz (święta arka). Na wzór polskich siedzib ziemiańskich przy fasadzie znajdowały się często stosowane w połowie XVIII w. w bożnicach narożne alkierze.
W okresie międzywojennym prof. Oskar Sosnowski z Wydziału Architektury Politechniki Warszawskiej oraz fotograf i historyk sztuki Szymon Zajczyk polecili architektom i studentom architektury wykonanie obszernej dokumentacji wielu drewnianych konstrukcji synagog poprzez rysunki architektoniczne, repliki obrazów i fotografie. Zespół zebrał obszerne dane i stworzył rysunki architektoniczne, studia kolorystyczne i szczegółowe oraz fotografie wielu synagog. Wiele z tego projektu zostało zniszczonych podczas II wojny światowej, ale znaczna część przetrwała. Dziś dokumentacja ta to wszystko, co pozostało z wielu drewnianych synagog w Polsce.

## Galeria

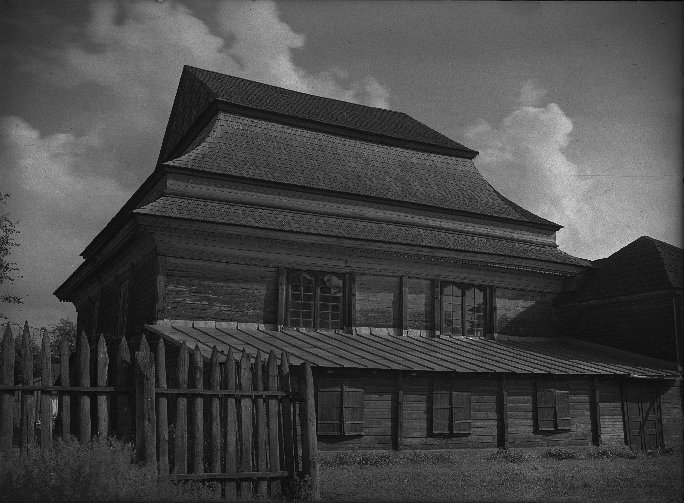
Synagoga od strony północnej (przed 1939)
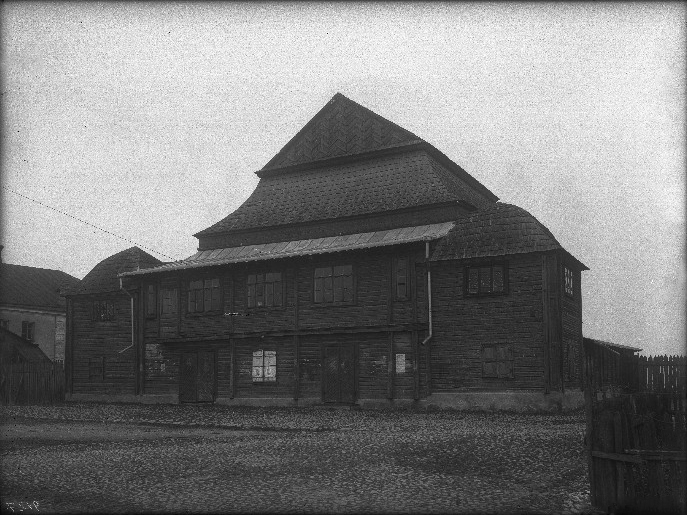
Synagoga – elewacja zachodnia (przed 1939)
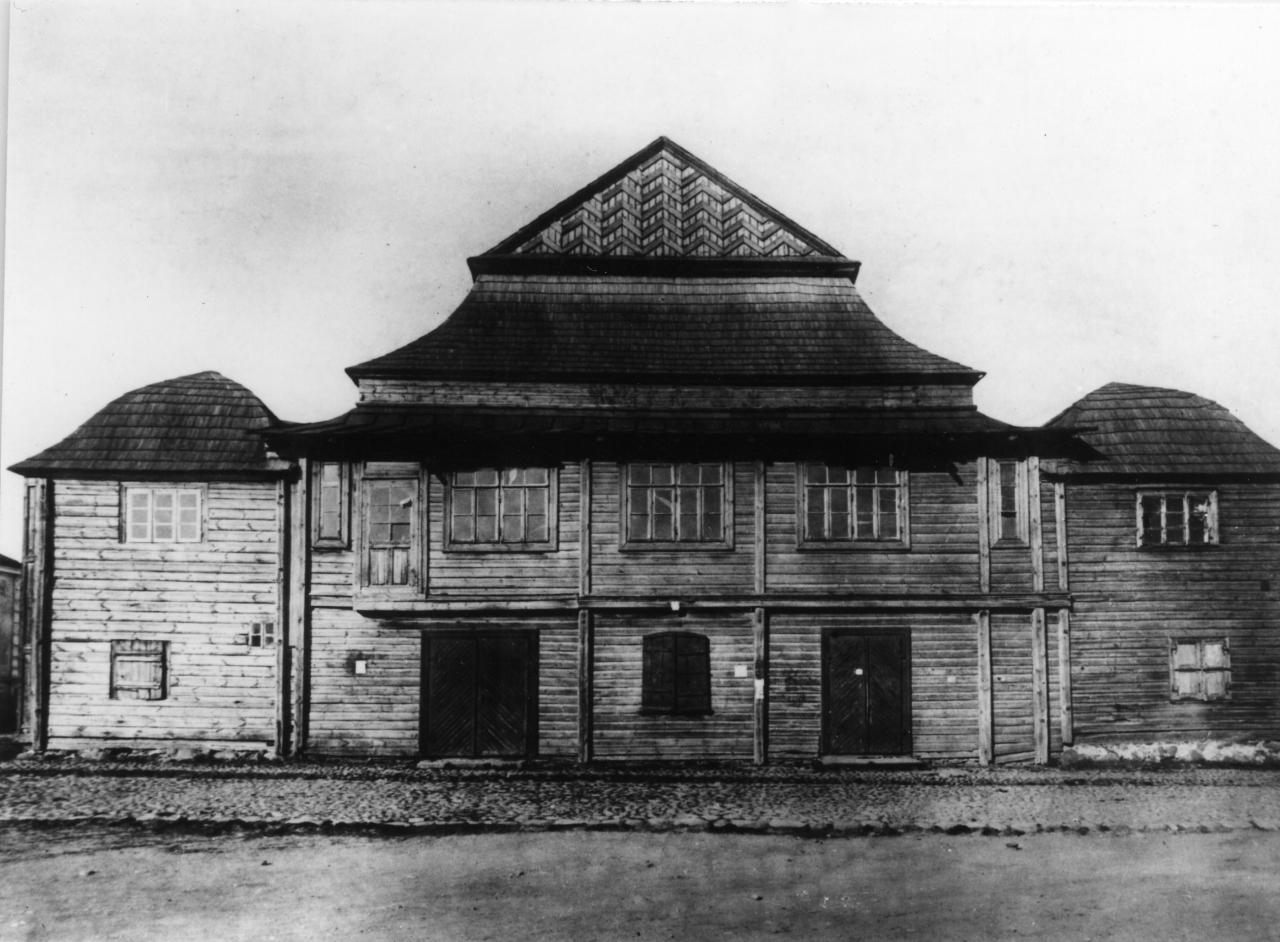
Synagoga – elewacja zachodnia (przed 1939)
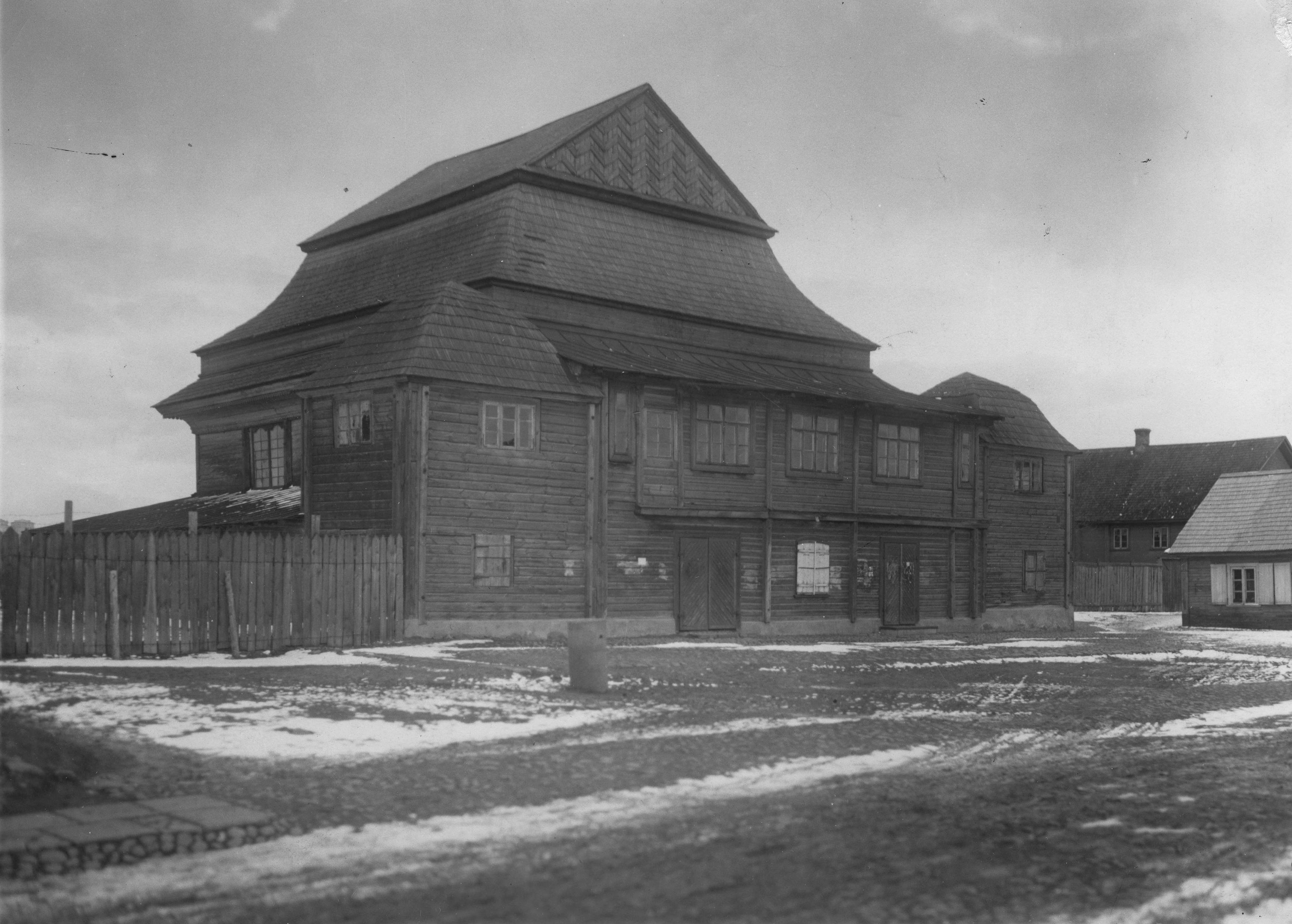
Synagoga od strony północno-zachodniej
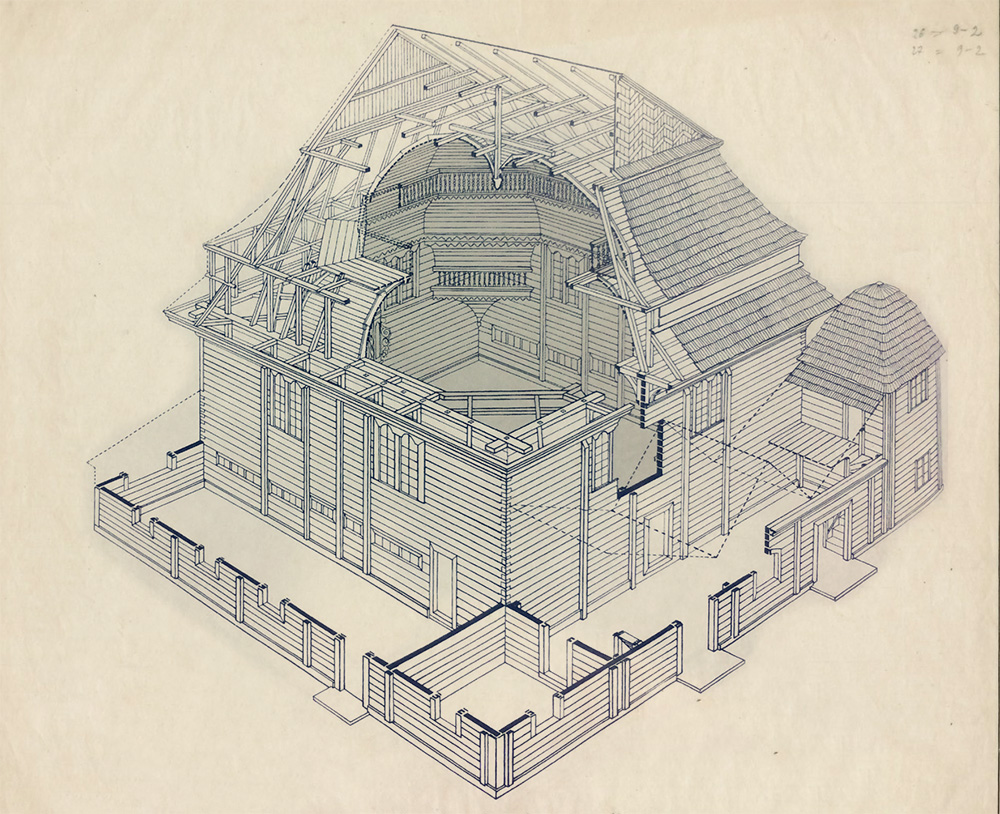
Synagoga – przekrój 01 (1928)
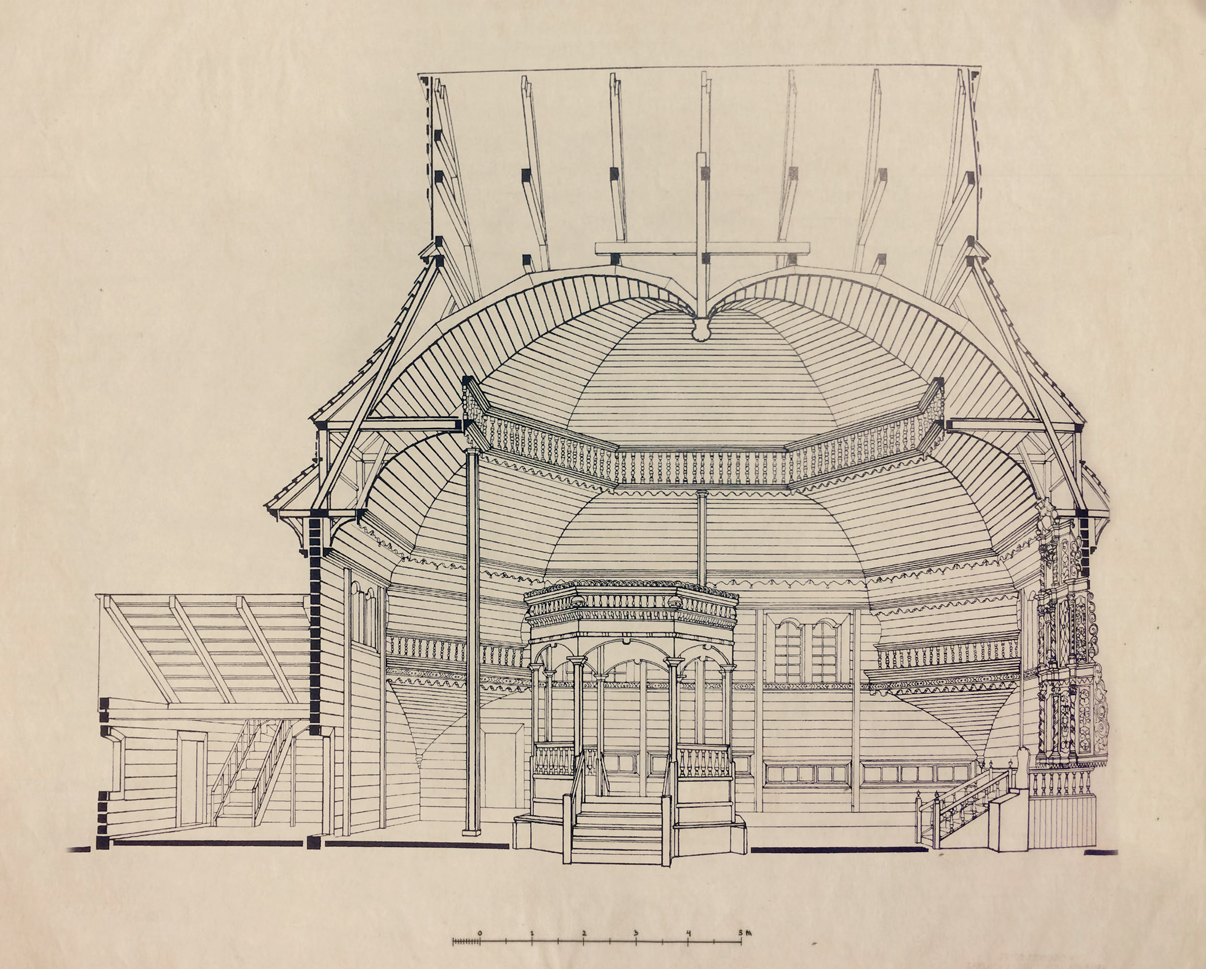
Synagoga – przekrój 02 (1928)
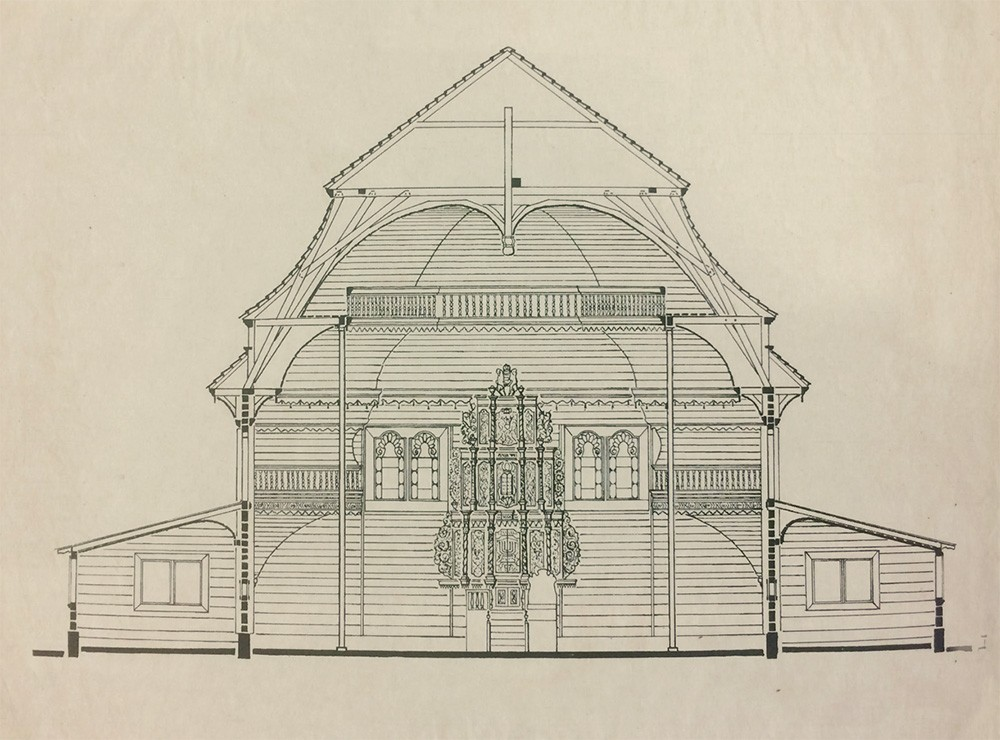
Synagoga – przekrój 03 (1928)
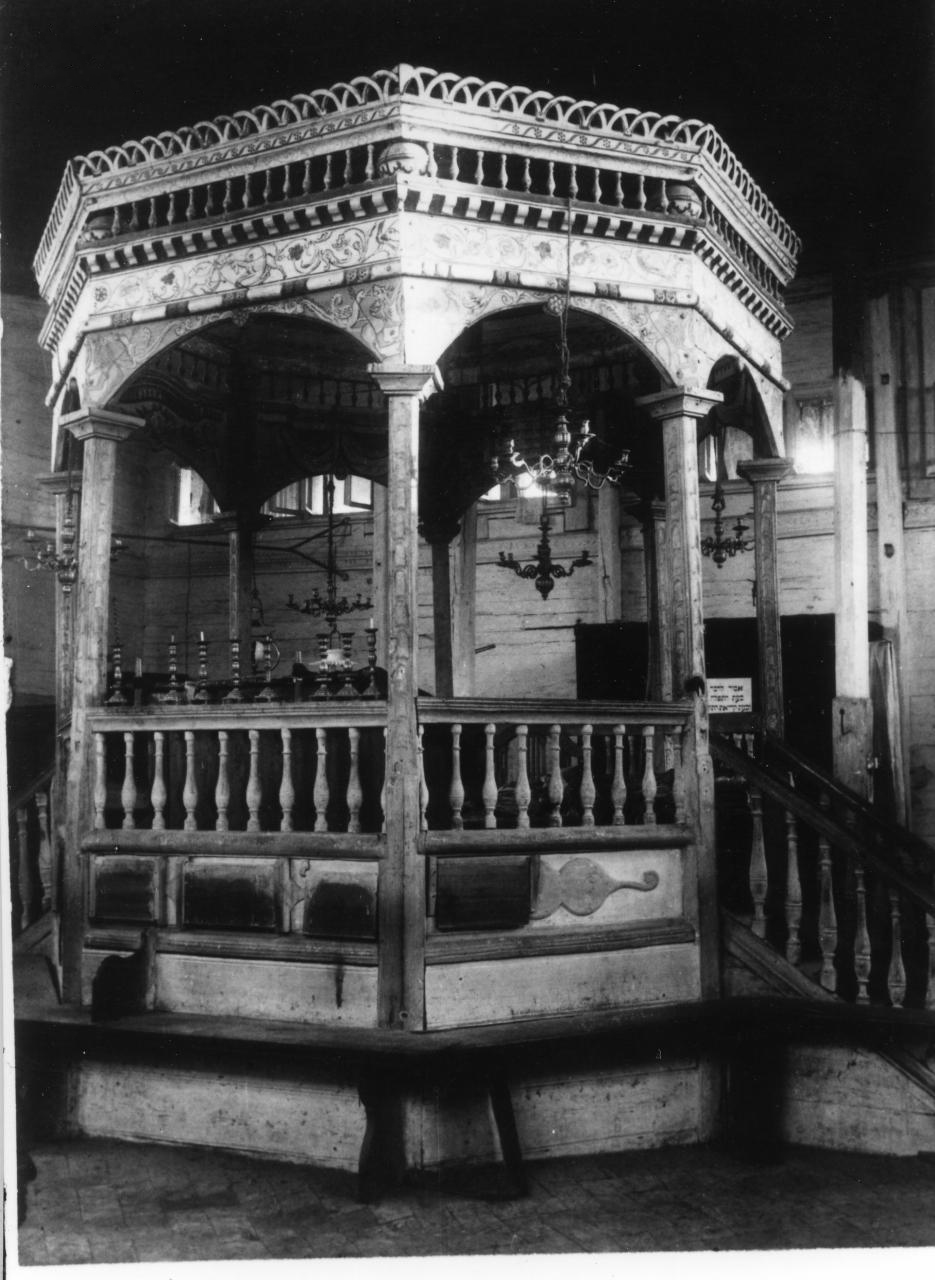
Bima (przed 1939)
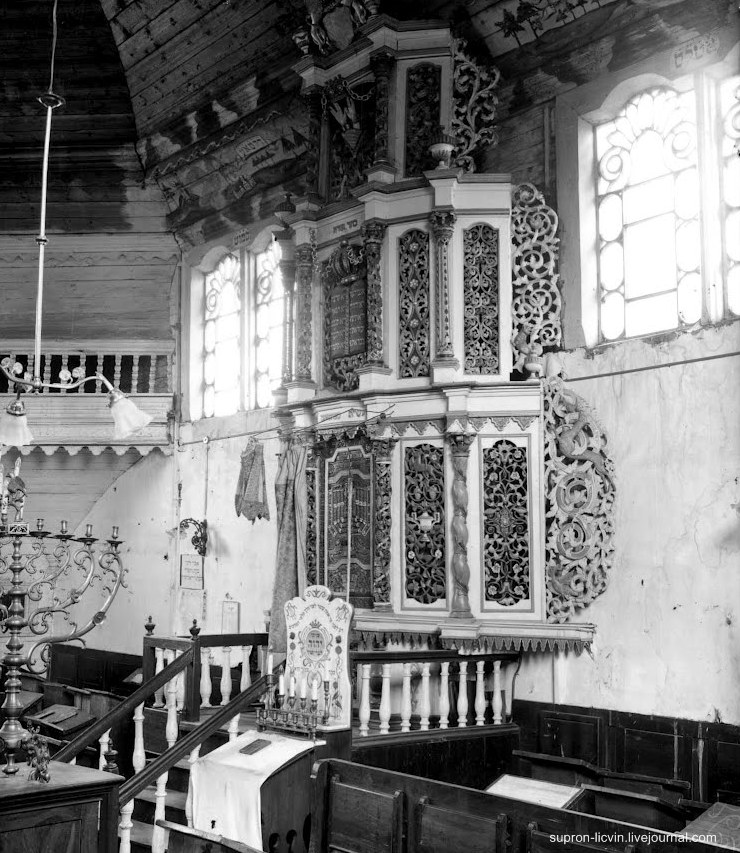
Aron ha-kodesz (1928)
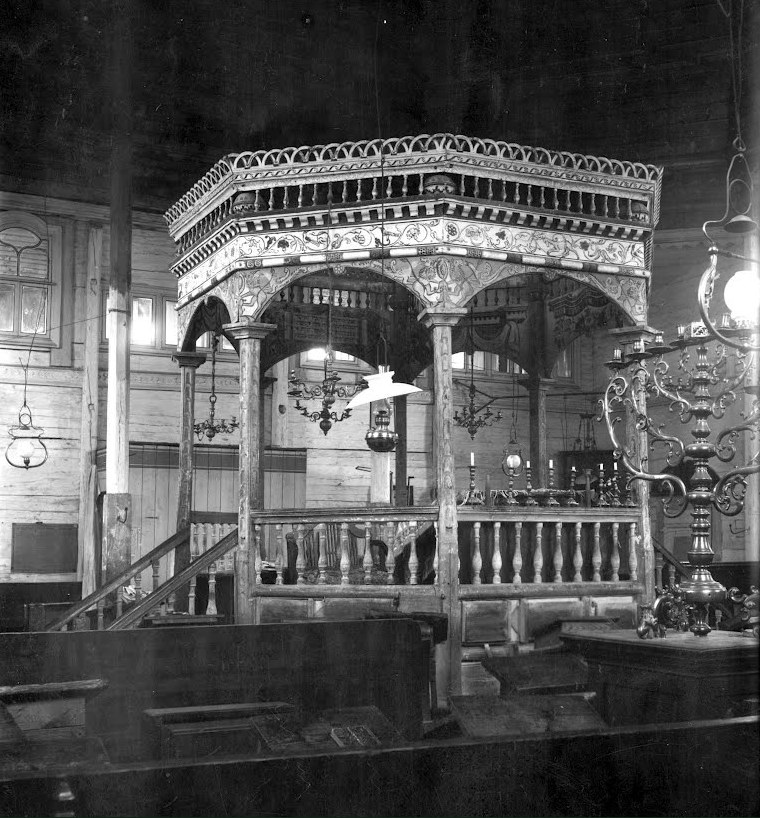
Ozdobny świecznik (1928)